# Kornica (Polska)
Kornica – wieś sołecka w Polsce położona w województwie świętokrzyskim, w powiecie koneckim, w gminie Końskie. Dokument z końca XIII wieku znajdujący się w aktach kościelnych wymienia Kornice jako osadę założona przez Adama Kornickiego "... przybyłego z Rusi, comesa zmarłego w 1300 r.
| SIMC    | Nazwa      | Rodzaj    |
| ------- | ---------- | --------- |
| 1017505 | Górny Staw | część wsi |
| 1017698 | Pociejów   | część wsi |

W czasie II Wojny Światowej we wsi był zorganizowany intensywny ruch oporu oraz partyzantka walczącą z niemieckim okupantem. 
W latach 1975–1998 miejscowość administracyjnie należała do województwa kieleckiego.
Przez wieś przechodzi  czerwony szlak rowerowy do Sielpii Wielkiej.
W miejscowości znajduje się przystanek kolejowy Kornica na linii kolejowej nr 25.
Urodził się tu Antoni Piwowarczyk – żołnierz Batalionów Chłopskich, generał brygady Wojska Polskiego (2008).
Wierni kościoła rzymskokatolickiego należą do parafii św. Mikołaja w Końskich.